# Alassana Jatta
Alassana Jatta (* 12. Januar 1999 in Sukuta) ist ein gambischer Fußballspieler, der als Stürmer für den dänischen Superliga-Verein Viborg FF spielt.

## Karriere
Der in Sukuta, Gambia, geborene Jatta begann in seinem Heimatland für Real de Banjul zu spielen, bevor er im November 2018 zum estnischen Meistriliiga-Verein Paide Linnameeskond wechselte. In der ersten Saisonhälfte erzielte Jatta 13 Tore in 17 Ligaspielen und war bester Torschütze der Meistriliiga.
Am 5. August 2019 unterzeichnete Jatta einen Vierjahresvertrag mit dem dänischen Erstligisten Viborg FF. Sein Debüt für den Verein gab er am 21. August, als er in der 64. Minute für Emil Scheel eingewechselt wurde und in der Nachspielzeit sein erstes Tor erzielte.
Als Teil der Viborg-Mannschaft, die in der Saison 2020–2021 den Aufstieg in die dänische Superliga gewann, gab Jatta am 18. Juli 2021 sein Debüt auf höchstem Niveau, als er beim Auswärtsspiel gegen  Nordsjælland für Sofus Berger eingewechselt wurde. Sein Team siegte mit 2:1.
Im August 2022 konnten Jatta und Viborgs Teamkollege Ibrahim Said aufgrund der englischen Einreisebestimmungen für Nicht-EU-Bürger nach dem Brexit nicht zum Play-off des Vereins zur UEFA Europa Conference League gegen West Ham United nach England reisen.